# 派杰亞洲
派杰亞洲是一家香港已結業的投資銀行。2007年，美資投資銀行派以約3.9億港元收購高寶明創立的金榜融資而成立。
2012年7月，派杰宣佈有意出售或結束香港業務。廣發證券曾有意收購派杰亞洲，但最終收購擱淺。另外，市場亦曾傳出民生銀行、平安證券及銀河證券有意收購派杰亞洲。
派杰亞洲於2011年虧損1091萬美元，2012年上半年則蝕682 萬美元。
2012年8月，派杰亞洲結束香港業務，約70名員工被裁。